# Camponotus foleyi
Camponotus foleyi är en myrart som beskrevs av Santschi 1939. Camponotus foleyi ingår i släktet hästmyror, och familjen myror.

## Underarter
Arten delas in i följande underarter:
- C. f. ajjer
- C. f. fezzanensis
- C. f. foleyi
- C. f. grasi
- C. f. hoggarensis
- C. f. lelubrei
- C. f. rufescens